# Pierre Kast
Pierre Kast (22 de septiembre de 1920 - 20 de octubre de 1984) fue un director, guionista, novelista y crítico cinematográfico de nacionalidad francesa.

## Biografía
Nacido en París, Francia, fue también redactor y crítico de las publicaciones La revue du cinéma y Cahiers du cinéma. Pierre Kast compartía los cánones estéticos de la "Nouvelle vague", que aplicó en la dirección de algunos destacados cortometrajes, entre los cuales destaca el que dirigió en 1949 en colaboración con Jean Grémillon, Les charmes de l'existence, que obtuvo en 1950 el Gran premio al mejor cortometraje del Festival Internacional de Cine de Venecia.
Sus siguientes películas, centradas en temática amorosa, se distinguieron por la descripción analítica de las características psicológicas de los personaes y por una original visión de fondo inspirada en los moralistas y libertinos franceses.
Kast cursó estudios universitarios de Arte, que abandonó unos años más tarde para dedicarse a la crítica cinematográfica en las revistas "Action", "La revue du cinéma", "L'écran français", y "Positif". En 1946 participó en la dirección de la Cinémathèque française. Decisiva en su formación cultural fue la participación en la redacción de "Cahiers du cinéma", publicación con la que colaboró desarrollando el nuevo canon estético cinematográfico de la "Nouvelle vague".
Kast frecuentó e hizo amistad con escritores como Roger Vailland y Boris Vian, cuya novela L'herbe rouge Kast adaptó al cine en un film que se estrenó en 1985 a título póstumo.
Ayudante de dirección de Grémillon, René Clément, Jean Renoir y Preston Sturges, en 1957 pasó a la dirección con su primer largometraje, Amour de poche, que no fue muy apreciado. Sin embargo, tuvo éxito su segunda película, Le bel âge (1960), que exaltaba la libertad del amor.
Sus siguientes filmes confirmaron el interés del director por los más variados aspectos del amor analizados desde un punto de vista psicológico. Además de Le bel âge, dirigió La morte-saison des amours (1961), Vacances portugaises (1963), Le grain de sable (1965), Drôle de jeu (1968) y Les soleils de l'île de Pâques (1972).
En los años 1970 trabajó en la escritura de obras literarias que alternó con la actividad de director, realizando los filmes A nudez de Alexandra (1976), rodado en Brasil, Le soleil en face (1980) y La guerillera (1982), este último protagonizado por Agostina Belli, y en el cual Kast trataba temas sociales y políticos de América Latina.
Pierre Kast falleció en 1984 a causa de un paro cardiaco ocurrido en el transcurso de un viaje en avión que le llevaba de Roma a París.

## Filmografía

### Director
Cortometrajes
- 1949 : Les Charmes de l'existence codirigido con Jean Grémillon
- 1951 : Les Femmes du Louvre (documental)
- 1951 : Arithmétique
- 1951 : Les Désastres de la guerre
- 1952 : Je sème à tout vent
- 1954 : Monsieur Robida, prophète et explorateur du temps, con Jacques Doniol-Valcroze
- 1954 : L'Architecte maudit : Claude-Nicolas Ledoux
- 1957 : Le Corbusier, l'architecte du bonheur
- 1959 : Images pour Baudelaire
- 1959 : Des ruines et des hommes, codirigido con Marcelle Lioret
- 1960 : Une question d'assurance
- 1962 : P.X.O. (documental)
- 1965 : La Brûlure de mille soleils

Largometrajes
- 1957 : Amour de poche
- 1960 : Le Bel Âge
- 1960 : La Morte-Saison des amours
- 1960 : Merci Natercia
- 1963 : Vacances portugaises
- 1964 : Le Grain de sable
- 1966 : Les Carnets brésiliens (documental TV)
- 1966 : La Naissance de l'Empire romain
- 1968 : Bandeira Branca de Oxalá (documental)
- 1968 : Drôle de jeu, codirigido con Jean-Daniel Pollet
- 1972 : Les Soleils de l'île de Pâques
- 1976 : A Nudez de Alexandra
- 1980 : Le Soleil en face
- 1982 : La Guérilléra
- 1982 : Le Jour le plus court (TV)
- 1985 : L'Herbe rouge (TV)

### Ayudante de dirección
- 1949 : Pattes blanches, de Jean Grémillon
- 1951 : Le Château de verre, de René Clément
- 1951 : L'Étrange Madame X, de Jean Grémillon
- 1952 : Jeux interdits, de René Clément
- 1955 : French Cancan, de Jean Renoir
- 1955 : Les Carnets du Major Thompson, de Preston Sturges

### Guionista
- 1951 : Arithmétique, coescrito con Raymond Queneau
- 1952 : Je sème à tout vent, coescrito con François Chalais
- 1955 : Il mantello rosso, de Giuseppe Maria Scotese
- 1959 : Des ruines et des hommes, coescrito con Marcelle Lioret
- 1960 : Le Bel Âge, coescrito con Jacques Doniol-Valcroze
- 1960 : Une question d'assurance
- 1960 : La Morte-Saison des amours
- 1960 : Merci Natercia, coescrito con Peter Oser
- 1963 : Vacances portugaises, coescrito con Alain Aptekman, Jacques Doniol-Valcroze y Robert Scipion
- 1964 : Le Grain de sable, coescrito con Alain Aptekman
- 1965 : Une balle au cœur, coescrito con Didier Goulard y Jean-Daniel Pollet
- 1965 : La Brûlure de mille soleils, coescrito con Eduard Luis
- 1966 : Les Carnets Brésiliens (TV)
- 1968 : Bandeira Branca de Oxalá, coescrito con Jean-Gabriel Albicocco
- 1970 : Le Maître du temps, coescrito con Jean-Daniel Pollet
- 1971 : Le Petit matin, coescrito con Jean-Gabriel Albicocco
- 1972 : Les Soleils de l'Ile de Pâques
- 1974 : L'Ironie du sort, coescrito con Paul Guimard y Édouard Molinaro
- 1976 : A Nudez de Alexandra
- 1980 : Le Soleil en face, coescrito con Alain Aptekman
- 1982 : La Guérilléra, coescrito con Antonio Tarruella
- 1985 : L'Herbe rouge (TV)

### Actor
- 1961 : La Mort de Belle, de Édouard Molinaro
- 1972 : L'aventure c'est l'aventure, de Claude Lelouch

## Publicaciones
- Les Vampires de l'Alfama, novela, editor Olivier Orban, 1975
- Le Bonheur ou le pouvoir, ou Quelques vies imaginaires du prince de Ligne, du cardinal de Bernis, du roi Louis XV et de l'architecte Claude-Nicolas Ledoux, J.-C. Lattès, 1980
- La Mémoire du tyran : treize miroirs pour l'empereur Tibère, J.C. Lattès, 1981